# 氷樹一世
氷樹 一世（ひょうじゅ いっせい）は、日本の漫画家。2007年、商業誌デビュー。以来、複数のライトノベル原作のコミカライズを担当している。また同人サークル「TUKIBUTO」を主催しコミックマーケットなどで成人向け作品も発表している。

## 来歴
2012年、『月刊コミックアライブ』9月号より志瑞祐のライトノベル『精霊使いの剣舞』のコミカライズの連載を開始。
2017年、『月刊少年エース』5月号より蘇我捨恥の原作による「小説家になろう」にて発表された、ハーレム生活のために冒険をする小説『異世界迷宮でハーレムを』のコミカライズの連載を開始。

## 作品リスト

### 漫画作品
- 『ARMORED CORE TOWER CITY BLADE』富士見書房〈角川コミックス・ドラゴンJr.〉全1巻（監修：フロム・ソフトウェア、監修・協力：後藤広幸、『月刊ドラゴンエイジ』2007年2月号 - 2007年6月号）
- 『スレイヤーズREVOLUTION』富士見書房〈角川コミックス・ドラゴンJr.〉全1巻（原作：神坂一、キャラクター原案：あらいずみるい、『月刊ドラゴンエイジ』2008年6月号 - 11月号） - コミカライズ[6]。
- 『えむえむっ!』メディアファクトリー〈MFコミックス アライブシリーズ〉全7巻（原作：松野秋鳴、キャラクター原案：QP:flapper、『月刊コミックアライブ』2008年9月号 - 2012年4月号[7]）
- 『スレイヤーズEVOLUTION-R』富士見書房〈角川コミックス・ドラゴンJr.〉全1巻（原作：神坂一、キャラクター原案：あらいずみるい、『月刊ドラゴンエイジ』2009年1月号 - 5月号） - コミカライズ[8]。
- 俺たちの第2世界（『電撃大王GENESIS』2010 WINTER[9]〈創刊号[10]〉）
- 『精霊使いの剣舞』KADOKAWA（旧メディアファクトリー）〈MFコミックス アライブシリーズ〉全6巻（原作：志瑞祐、キャラクター原案：桜はんぺん、『月刊コミックアライブ』2012年9月号[3] - 2012年3月号、2012年9月号 - 2017年3月号） - コミカライズ[3]。
- 『異世界迷宮でハーレムを』KADOKAWA〈角川コミックス・エース〉既刊11巻（原作：蘇我捨恥、キャラクター原案：四季童子、『月刊少年エース』2017年5月号[4] - 連載中）- コミカライズ[11]。

### その他
- ブサメン王子とヤンデレ姫（著：宮元戦車、HJ文庫、2011年4月刊[12]）イラスト
- アライブ作家による東日本大震災の被災地応援メッセージイラスト（『月刊コミックアライブ』公式サイト[13]、2011年3月公開[13]）
- 『まりあ†ほりっく』第14巻特装版小冊子（2015年2月23日発売[14]）完結記念カラーイラスト寄稿[14]、大岩ケンジ名義[14]